# Frederic de Wittelsbach

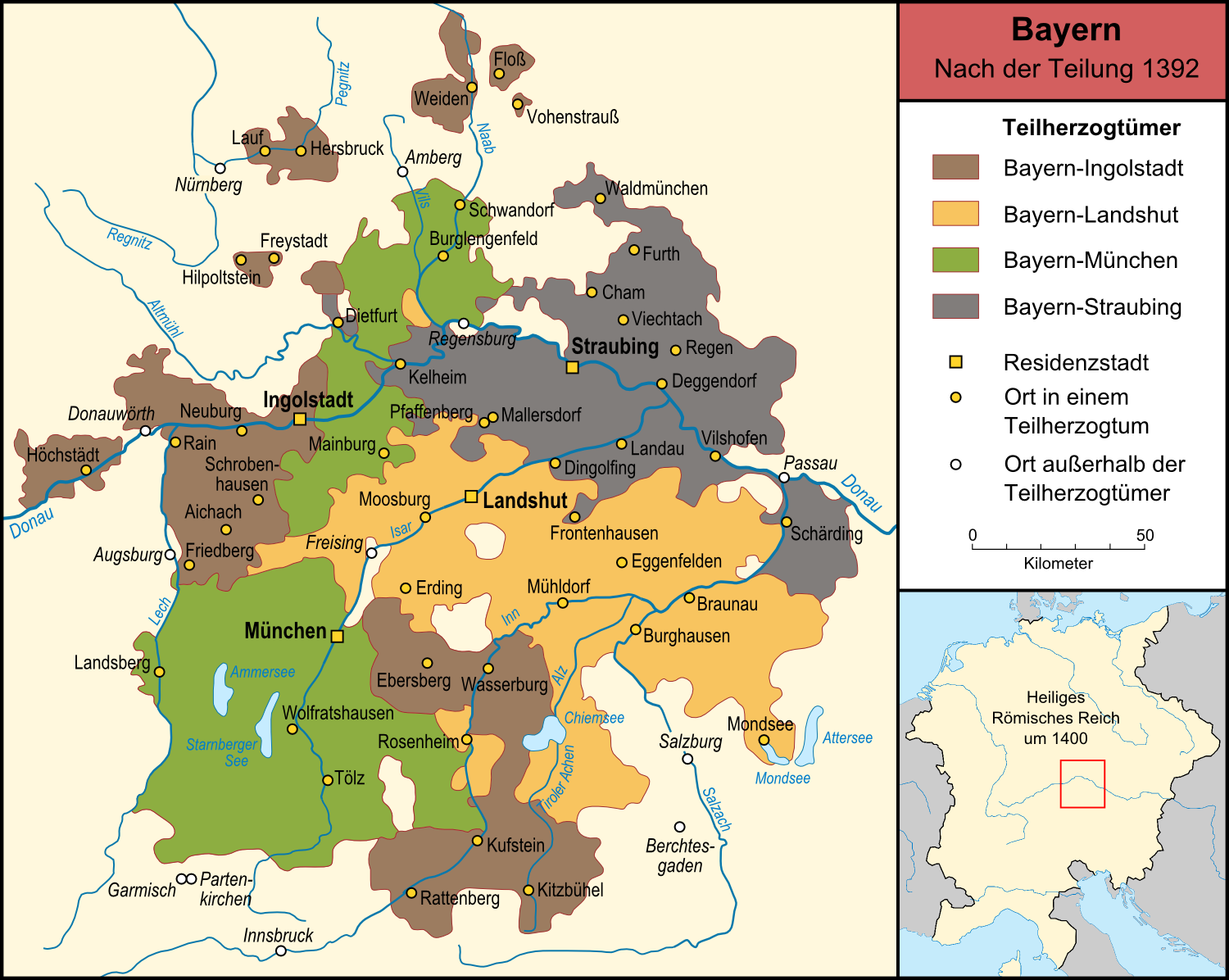
Partició del 1392

Frederic de Wittelsbach (1339 - 4 de desembre de 1393) va ser duc de Baviera des 1375. Era el segon fill d'Esteve II de Wittelsbach i d'Elisabeth II de Sicília.

## Regnat
De 1375 a 1392 va governar junt amb els seus germans Esteve III i Joan II al ducat de Baviera-Landshut. El 1392 Joan es va negar a finançar les aventures italianes dels seus germans (casats amb files de Bernabé Visconti) i les despeses excessives d'Esteve III a la cort, i va demanar la partició de Baviera-Landshut, que doncs es va dividir en tres parts: la mateixa Baviera-Landshut reduïda, Baviera-Ingolstadt i Baviera-Múnic. A Frederic li va correspondre Baviera-Lanshut que era considerada la part més rica del ducat.
En 1387 Frederic va empresonar a l'arquebisbe de Salzburg per obligar-lo a posar fi a la seva aliança amb la confederació de ciutats de Suàbia. Frederic fou conseller del rei Venceslau en els assumptes legals i un candidat molt ben situat per a la successió del rei, però va morir a Budweis el 1393. Va ser succeït a Baviera-Landshut pel seu fill Enric IV de Wittelsbach (Enric XVI de Baviera).

## Matrimoni i fills
Es va casar dues vegades, la primera el 1360 amb Anna de Neuffen, filla de Bertold VII de Neuffen. D'aquest matrimoni va tenir només una filla, Elisabet o Isabel (1361-17 de gener de 1382), casada amb Marc Visconti, senyor de Parma.
En segon lloc, es va casar el 2 de setembre de 1381 amb Maddalena Visconti, filla de Bernabé Visconti i de Beatriu Regina della Scala. Els seus fills van ser:
- Enric XVI (IV) el Ric (1386-1450).
- Joan, va morir jove.
- Elisabet (1383-Ansbach 13 de novembre de 1442), casada amb Frederic I, margrave de Brandenburg.
- Margarida (nascuda el 1384), va morir jove.
- Magdalena (1388-1410), casada el 1404 amb el comte Joan Meinard VII de Gorízia.